# Jean-Michel Jarre
Jean-Michel André Jarre (født 24. august 1948 i Lyon, Frankrig) er en fransk musiker, som hovedsageligt har beskæftiget sig med elektronisk musik. Han er søn af Maurice Jarre, som har komponeret filmmusik til blandt andet Lawrence of Arabia og Dr. Zhivago.
Jean-Michel Jarre betragtes som en af pionererne indenfor den elektroniske musikgenre sammen med kunstnere og grupper som blandt andet Vangelis, Kraftwerk, Wendy Carlos, Isao Tomita og Tangerine Dream. Han er også kendt for sine spektakulære udendørs koncerter, som typisk indeholder lasershow og fyrværkeri. Fire gange er han kommet i Guinness Rekordbog for størrelsen af publikum. Den seneste rekord lyder på 3,5 millioner mennesker.

## Biografi
Jean-Michel Jarre begyndte klaverundervisning i en alder af fem år, men droppede senere træningen i klassisk musik. I sine ungdomsår startede han en gruppe kaldet Mystère IV. I slutningen af 1960'erne eksperimenterede han med båndløkker, radioer og andre elektroniske enheder. Dette fortsatte indtil i 1968, hvor han blev medlem af gruppen Groupe de Recherches Musicales, hvor Jarre for første gang blev introduceret til synthesizere.
I midten af 1970'erne fik Jarre en pladekontrakt med Polydor, hvor hans første album Oxygene blev udgivet i 1976. I modsætning til andre elektroniske grupper på samme tid, som f.eks. Kraftwerk, var Jarres lyd ikke hård og klinisk, men i stedet farverig, rummelig og med en stærkt melodisk lyd. Albummet var en stor succes verden over, og singlen Oxygene Part IV blev en af de bedst kendte elektroniske numre nogensinde.
I 1978 udgav han sit andet album Equinoxe, som havde en mere dynamisk og rytmisk lyd, som skyldtes større brug af sequencing på bassen. Disse fremskridt var opnået ved hjælp af udstyr, der var specielt designet af Jarres faste samarbejdspartner Michel Geiss. Efter udgivelsen af albummet, fulgte en koncert på Place de la Concorde i Paris i 1979. Denne koncert havde et publikum på en million, og var derfor Jarres første rekord i Guinness Rekordbog.
I oktober 1981 blev Jarre den første musiker fra vesten, som fik tilladelse til at afholde koncerter i Kina. Til det formål skrev Jarre flere kinesisk inspirerede numre, hvor hele koncerten bagefter blev udgivet på dobbeltalbummet Concerts in China.
I 1983 komponerede han et album, Music for Supermarkets, som er bemærkelsesværdigt i det at det kun findes i et enkelt eksemplar, og derfor nok er det dyreste enkelte album til dato. Albummet var komponeret af Jarre for at give udtryk for sin afsky for musikbranchen. Alle masterbånd fra studiearbejde blev ødelagt, men han nåede dog at tillade radiostationen Radio Luxembourg at afspille albummet i fuld længde. Her opfordrede han alle til at optage albummet, da det vil være sidste chance for at høre det. Albummet blev derefter solgt for £10.000.
NASA havde spurgt Jarre om han ville afholde en koncert til fejring af deres 25-års jubilæum i Houston i 1986. Ved den koncert var det meningen at astronauten Ronald McNair skulle spille saxofondelen i Last Rendez-Vous, mens han var i kredsløb ude i rummet i rumskibet Challenger. Det ville have været første gang, at et stykke musik blev optaget i rummet, men desværre døde McNair, da rumskibet forulykkede under opsendelsen. Derfor blev dette nummer dedikeret til ham. Koncerten blev dog stadig afholdt, og gav Jarre en ny rekord med et publikum på 1,5 million mennesker.
Den 14. juli 1990 slog han igen sin egen rekord med en koncert på La Defense i Paris. Denne gang var der hele 2,5 millioner mennesker, som overværede koncerten, men denne rekord blev igen slået i 1997, hvor Jarre spillede i Moskva for at fejre byens 850-års jubilæum. Denne gang var det med et publikum på 3,5 millioner, hvilket er den gældende rekord til dato.
I 1999 holdt han en spektakulær koncert og lysshow i den egyptiske ørken nær Giza. Showet, som blev kaldt The 12 Dreams of the Sun, fejrede den nye årtusinde med stil, samt de 5000 år med civilisation i Egypten. Koncerten indeholdt også nye numre, som senere blev sendt ud på albummet Metamorphoses.
I 2002 optrådte Jarre ved Tylstrup på Gammel Vrå Enge, hvor de mange vindmøller dannede kulisse for koncerten AERO. Koncerten havde et publikum på omkring 50.000 mennesker. Der blev vist fyldige uddrag på TV samt ved den efterfølgende kulturnat i Aalborg. 
Den 2. april 2005 var Jarre blandt de kunstnere, som hyldede H.C. Andersens 200 års dag med en stor festforestilling i Parken i København. 
Jarre har været gift tre gange og fået to børn. Han var først gift med franskmanden Flore Guillard fra 1975 til 1977. I 1976 møder han den engelske skuespillerinde og fotograf Charlotte Rampling, som begge efter skilsmisse blev gift med hinanden. De blev skilt i 2002, hvor han blev forlovet med den franske skuespillerinde, Isabelle Adjani, men forlovelsen holdt ikke. 
Han blev gift med den franske skuespillerinde Anne Parillaud den 14. maj 2005 på rådhus og senere igen viet i kirke De blev skilt igen i 2010. 
Jarre har tre børn, hvoraf et er adopteret: Émilie Charlotte (født i 1975 fra ægteskab med Flore Guillard), Barnaby (adopteret søn gennem ægteskab med Charlotte Rampling) og David (født 1977 fra ægteskab med Charlotte Rampling).

## Diskografi
- La Cage/Erosmachine (1971, 7" single)
- Deserted Palace (1972)
- Les Granges Brulées (1973)
- Oxygene (1976 i Frankrig, 1977 i resten af verden)
- Equinoxe (1978)
- Magnetic Fields (Les Chants Magnétiques) (1981)
- The Concerts in China (Les Concerts En Chine) (1982)
- Musik aus Zeit und Raum (1983)
- The Essential Jean Michel Jarre (1983)
- Music for Supermarkets (1983, kun et kopi)
- Zoolook (1984)
- The Essential 1976-1986 (1985, samme musik som på The Essential Jean Michel Jarre)
- Rendez-Vous (1986)
- In Concert Houston-Lyon (1987, 1997 blev titlen til Cities In Concert Houston-Lyon)
- Revolutions (1988)
- Live (1989, 1997 omdøbt til Destination Docklands)
- The Laser Years (Les Années Laser) (1989, 9 cd boksset)
- Waiting for Cousteau (En Attendant Cousteau) (1990)
- Images – The Best of Jean Michel Jarre (1991)
- L'Intégrale (1992, 10 cd boksset)
- Chronologie (1993)
- Hong Kong (1994)
- Jarremix (1995)
- Oxygene 7-13 (1997)
- The Complete Oxygene (1998, 2 cd boksset som indeholdt Oxygene og Oxygene 7-13 samt et bonusnummer)
- Odyssey Through O2 (1998)
- Oxygen in Moscow (dvd, udelukkende udgivet i USA og Brasilien).
- Metamorphoses (2000)
- Sessions 2000 (2002)
- Geometry of Love (2003)
- The Essentia] (2004)
- AERO (2004) (cd + dvd, album optaget i 5.1 surround sound) Ikke koncerten fra DK. Total Nyt album
- Live in Beijing – DVD (2004)
- JARRE in CHINA – 2 DVD + CD (2005)
- Live from Gdansk (2005)
- Printemps de Bourges 2002 (live) iTunes (2006)
- Téo & Téa (2007)
- Oxygene: New Master Recording (2007)
- Electronica 1: The Time Machine (2015)
- Electronica 2: The Heart of Noise (2016)
- Oxygene 3 (2016)
- Equinoxe Infinity (2018)
- Snapshots from EōN (2019)
- Amazônia (2021)
- Oxymore (2022)

## Koncerter
- 1979 – Place de la Concorde (Paris, Frankrig).
- 1981 – The Concerts in China (Beijing/Shanghai, Kina).
- 1986 – Rendez-vous Houston (Houston, USA).
- 1986 – Rendez-vous Lyon (Lyon, Frankrig).
- 1988 – Destination Docklands (London, England).
- 1990 – Paris la Defense (Paris, Frankrig).
- 1992 – Swatch the World (Zermatt, Schweiz).
- 1992 – Legends of the Lost City (Sydafrika).
- 1993 – Europe in Concert (Frankrig, Belgien, England, Schweiz, Italien, Spanien, Tyskland og Ungarn)[1].
- 1994 – Hong Kong (Hong Kong).
- 1995 – Concert Pour la Tolerance (Paris, Frankrig).
- 1997 – The Oxygene Tour (forskellige destinationer i Europa, herunder to gange i Valbyhallen, København, Danmark – 7 maj).
- 1997 – Oxygene in Moscow (Moskva, Rusland).
- 1998 – Nuit Electronique (Paris, Frankrig).
- 1998 – Jarre@apple Expo.
- 1999 – The Twelve Dreams of the Sun (Giza, Egypten).
- 2000 – Metamorphoses Showcase.
- 2001 – Rendez-vous in Space (Okinawa, Japan).
- 2001 – Hymn to the Akropolis (Athen, Grækenland).
- 2002 – Le Printemps de Bourges (Bourges, Frankrig).
- 7 september 2002 – AERO (Gl. Vrå Enge, Danmark).
- 2004 – Live at Beijing (Beijing, Kina).
- 2005 – Once upon a time, H.C. Andersen 2005 Koncert, åbningsceremonien (den 2. april i Parken, København, Danmark).
- 2005 – Space of Freedom (Gdańsk, Polen).
- 2006 – Water for Life (Merzouga,Marokko).
- 2016 - Electronica Word Tour - Falconer Salen 26. oktober 2016, Danmark
- 2024 - Afslutningsceremonien for Paralympiske Lege d. 8. september, Stade de France (Paris, Frankrig)